# Notostomus distirus
Notostomus distirus är en kräftdjursart som beskrevs av Fenner A. Chace 1940. Notostomus distirus ingår i släktet Notostomus och familjen Oplophoridae. Inga underarter finns listade i Catalogue of Life.